# Campionati mondiali di ginnastica artistica 2009 - Sbarra
La finale di specialità alla sbarra ai Campionati Mondiali si è svolta alla North Greenwich Arena di Londra, Inghilterra il 18 ottobre 2009. Zou Kai, dopo l'oro olimpico, conferma il suo titolo, battendo l'olandese e secondo classificato Epke Zonderland e il campione di Atene 2004, Igor Cassina.

## Podio
| Oro          | Argento                     | Bronzo              |
| Zou Kai Cina | Epke Zonderland Paesi Bassi | Igor Cassina Italia |

## Partecipanti
|             | Nome         | Nazionalità | Data di Nascita | Età     |
| ----------- | ------------ | ----------- | --------------- | ------- |
| Più giovane | Danell Leyva | Stati Uniti | 30/10/91        | 17 anni |
| Più vecchia | Aljaž Pegan  | Slovenia    | 02/06/74        | 35 anni |

## Classifica
| Rank    | Gymnast              | D Score | E Score | Pen. | Total  |
| ------- | -------------------- | ------- | ------- | ---- | ------ |
| Oro     | Zou Kai              | 7.500   | 8.650   | —    | 16.150 |
| Argento | Epke Zonderland      | 7.300   | 8.525   | —    | 15.825 |
| Bronzo  | Igor Cassina         | 6.700   | 8.925   | —    | 15.625 |
| 4       | Danell Leyva         | 7.000   | 8.600   | —    | 15.600 |
| 5       | Aljaž Pegan          | 7.000   | 8.500   | —    | 15.500 |
| 6       | Kōhei Uchimura       | 6.400   | 8.775   | —    | 15.175 |
| 7       | Aliaksandr Tsarevich | 6.000   | 8.375   | —    | 14.375 |
| 8       | Jonathan Horton      | 6.700   | 6.550   | —    | 13.250 |